# Nonnenfelsen (Zittauer Gebirge)
Die Nonnenfelsen sind eine Felsformation am Südosthang des Buchberges im Zittauer Gebirge in Sachsen. Sie sind 537 Meter hoch, ragen damit etwa 100 Meter über das Tal des Pochebaches und befinden sich südwestlich des Kurortes Jonsdorf. Zu den Nonnenfelsen zählen mit die wichtigsten Klettergipfel in Jonsdorf, wie die Schluchtwand, der Klettergipfel Nonnenfelsen (auf der Terrasse der Gaststätte) und die Barbarine.

## Geschichte
Bereits vor hunderten Jahren regten die Felsformationen, welche damals auch Nonnenklunzen genannt wurden, die Phantasie der Bewohner an. Viele sahen darin die Umrisse menschlicher Wesen, wie etwa Nonnen mit Gewand und Habit, aber auch Mönche.
Christian August Pescheck schrieb bereits 1791 über die bizarren Felsen: „Man sieht ... zwey Nonnen dicht nebeneinander mit Schleyer und Habit“.
1846 begann Johann Friedrich Seidel, ein naturbegeisterter einfacher Jonsdorfer Bürger (Kammstricker), buchstäblich mit Hacke, Spaten und Brecheisen die Gipfel der Nonnenfelsen erreichbar zu machen. Er legte erste Brücken an, machte die Felsgassen begehbar und stellte Hinweistafeln auf.
Da nicht alles ohne finanzielle Mittel realisierbar war, kann man von einem glücklichen Umstand sprechen, dass sich später ein etwas wohlhabenderer Bürger des armen Weberdorfes fand, der Müller Sussig, der ihn unterstützte. Nach Seidels Tod fand sich mit Karl Gotthelf Buttig ein weiterer Freund der Natur, der 1858 mit zusätzlichen Erschließungsarbeiten begann, und welcher als erster auf dem Gipfelplateau ein Gasthaus errichtete, zu dessen Bau er 1859 die Genehmigung erhielt. Selbiges öffnete zu Pfingsten 1860 und wurde bald zu einem beliebten Ausflugslokal.
So weilten am 13. August 1850 König Friedrich August auf dem Aussichtspunkt sowie 1888 König Albert zur Auerhahnjagd hier. Zu beiden Ereignissen gibt es eine Gedenktafel.
Nach einem Brand 1902 wurde das Haus in der noch heute bestehenden Form neu errichtet. Als besondere Attraktion kam damals eine Echokanone an der vorderen Plattform zum Einsatz, welche für ein Entgelt einen Kanonenschuss mit siebenfachem Echo erzeugte. Von 1990 bis 1996 war die Baude geschlossen.

## Geologie
Der Sandstein der Nonnenfelsen gehört zur Sächsischen Oberkreide, das Material besteht vorwiegend aus grauem, mittelkörnigem Quarzsandstein. Das Gebiet ist durchzogen von einem Netz tertiärer Vulkanitgänge und Schlote, deren heiße Lava bei Kontakt den Sandstein zu einem begehrten harten Mühlstein umwandelte. Die Mühlsteinbrüche in der Umgebung zeugen davon.
Eindrucksvoll sind zwei Felsengassen (Schwarzer Gang und Zigeunerstuben), die beide ca. 100 Meter lang, 2 bis 4 Meter breit und ca. 20 bis 30 Meter tief eingeschnitten sind. Sie entstanden vermutlich durch Aufrichtung von Gesteinsschichten, wobei das härtere Material (Eisenerze, auch Eisenerzplatten genannt) der Erosion standhielt und das unbekannte Füllmaterial (Tuffe?) abgetragen wurde. Die Seitenwände der Felsgänge zeigen heute eine glatte, mit Eisenerzplatten belegte Oberfläche.

## Wege zum Gipfel

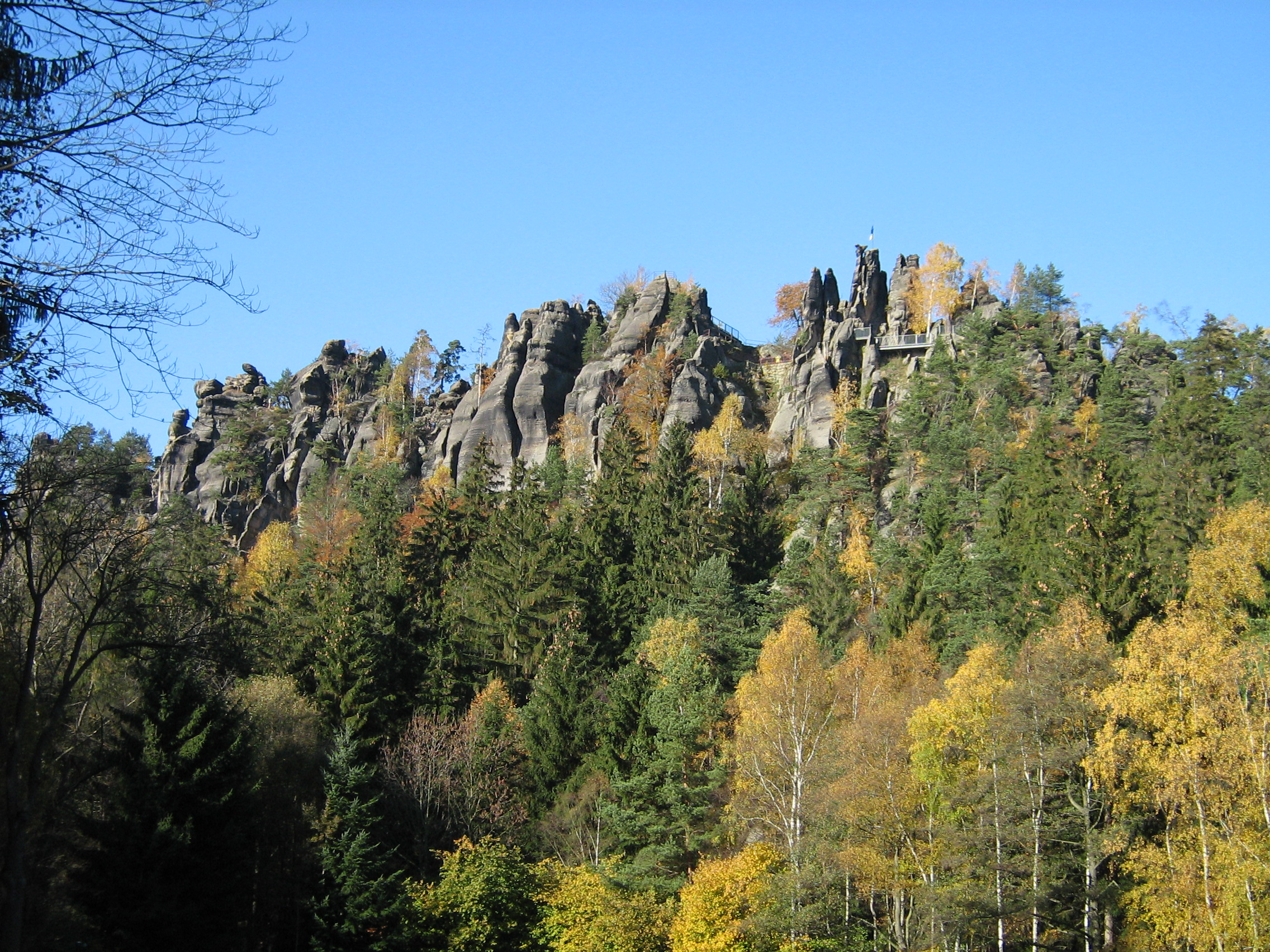
Nonnenfelsen von der Gondelfahrt aus gesehen

Der wohl bekannteste Aufstieg ist der Wanderweg von der Gondelfahrt in Richtung Tschechischer Grenze (Wandergrenzübergang) über die Stufen des Schwarzen Ganges. Im Schwarzen Gang kann man durch einen schmalen Felsspalt auf eine Aussichtsgalerie gelangen.
Eine weitere Möglichkeit ist der Weg über Zigeunerstuben, deren Einstieg ca. 100 Meter nördlich der Gondelfahrt an der Dorfstraße liegt. Dieser Aufstieg ist durch die Vielzahl bizarrer Felsgebilde und eine tiefe Felsschlucht sehr eindrucksvoll.
Von Waltersdorf aus gelangt man vom alten Zollhaus Wache über den Hohlsteinweg zu den Nonnenfelsen, ohne wesentliche Höhenunterschiede überwinden zu müssen.
Seit Mitte der 1990er Jahre führt auch ein Klettersteig, welcher vom Aufstieg von der Gondelfahrt aus abzweigt, über die Nonnenfelsen.

## Sehenswertes
Sehenswert sind neben den genannten Felsengängen die begehbar gemachten Felstürme der Nonnenfelsen. Auf diese gelangt man sicher über Brücken und in den Stein gehauene Stufen.

## Aussicht

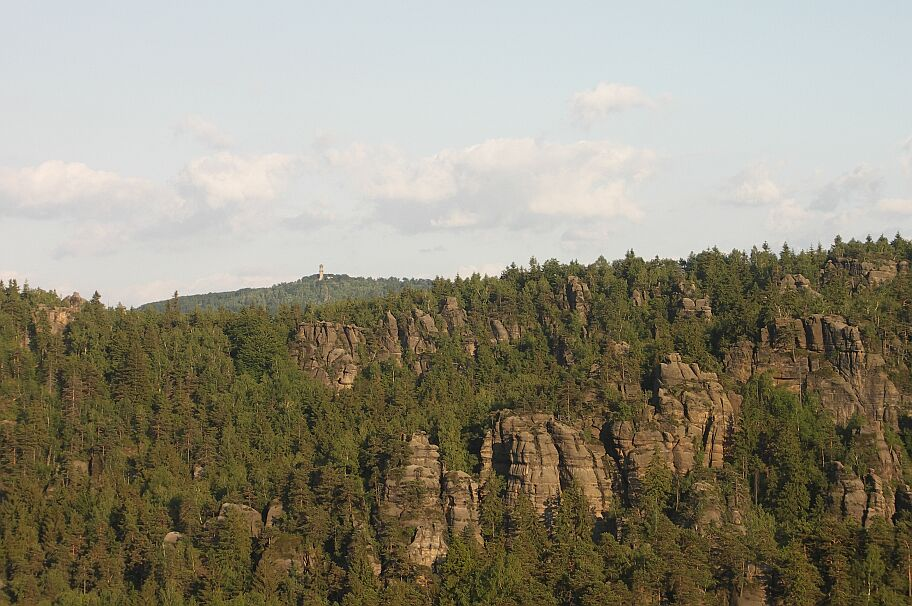
Blick von den Nonnenfelsen auf die Jonsdorfer Felsenstadt und den Hochwald

Von den Nonnenfelsen hat man von den obersten Aussichtsplattformen eine gute Aussicht auf den zu Füßen liegenden Kurort Jonsdorf. Man erblickt die gegenüber dem Talkessel liegenden zerklüftete Jonsdorfer Felsenstadt, die Mühlsteinbrüche, den dahinter aufragenden Hochwald, die Lausche, die Landeskrone bei Görlitz, das Kraftwerk Turów sowie Teile des Isergebirges.